# Mezzago
Mezzago est une commune d'environ 4 470 habitants (2021) située dans la province de Monza et de la Brianza, dans la région Lombardie, dans le Nord-Ouest de l'Italie.

## Administration
| Période                                  | Période  | Identité        | Étiquette    | Qualité |
| ---------------------------------------- | -------- | --------------- | ------------ | ------- |
| 14 juin 2004                             | En cours | Antonio Colombo | Lista Civica |         |
| Les données manquantes sont à compléter. |          |                 |              |         |

### Hameaux
- frazioni : Cascina Orobona, Cascina Palazzina.
- quartiers : Santa Maria, Castelet, Torre, Pianta.

### Communes limitrophes
Cornate d'Adda, Sulbiate, Bellusco, Busnago.

### Évolution démographique
Habitants recensés

## Jumelages
- Saint-Pierre-de-Chandieu (France) depuis 1990 ;
- Reilingen (Allemagne) depuis 2009.